# Ethobuella
Ethobuella is een geslacht van spinnen uit de familie van de waterspinnen (Cybaeidae).

## Soorten
- Ethobuella hespera Chamberlin & Ivie, 1937
- Ethobuella tuonops Chamberlin & Ivie, 1937